# Mittelherwigsdorf
Mittelherwigsdorf là một đô thị huyện Görlitz, trong bang tự do Sachsen, nước Đức. Đô thị Mittelherwigsdorf có diện tích 36,48 km², dân số thời điểm ngày 31 tháng 12 năm 2006 là 4172 người.